# Политический кризис в Молдове (2019)
В середине 2019 года ряд событий, последовавших за парламентскими выборами в Республике Молдова в феврале 2019 года, и последующие попытки сформировать и установить новое правительство, провалились на этапе избрания председателя парламента, на пост которого претендовали Андрей Нэстасе из блока ACUM и Зинаида Гречаный из Партии социалистов Республики Молдова (ПСРМ).
8 июня 2019 года Майя Санду была избрана парламентом премьер-министром, сформировав «кабинет Санду», а Зинаида Гречаный была избрана председателем парламента.
Однако 9 июня Конституционный суд Республики Молдова временно отстранил президента Игоря Додона от полномочий, а один из претендентов на пост премьер-министра, Павел Филип, был назначен исполняющим обязанности президента. 
Филип немедленно издал указ о роспуске парламента, а новое правительство заявило, что этот шаг был незаконным.

## Предыстория
Республика Молдова является парламентской республикой.
В декабре 2016 года президентом на прямых выборах был избран Игорь Додон, ранее лидер Партии социалистов Республики Молдова (ПСРМ).
В феврале 2019 года, в результате парламентских выборов, ПСРМ получила 35 мандатов в парламенте, за ней следует Демократическая партия Молдовы (ДПМ) под председательством Владимира Плахотнюка (30 мандатов), Избирательный блок «ACUM Platforma DA și PAS» Майи Санду и Aндрея Нэстасе (26 мандатов), партия «ШОР» Илана Шора (7 мандатов) и независимые кандидаты (3 мандата). 
При сложившейся поствыборной конфигурации парламента в правительственную коалицию должны были войти представители двух из трёх крупнейших партий и, далее, по конституции у парламента есть «три месяца» (статья 85) для формирования правительства; если ему не удастся сформировать правительство, президент может распустить парламент и назначить новые выборы.
Конституционный суд истолковал этот срок как соответствующий 90 дням, что на два дня меньше суммы дней марта, апреля и мая. До формирования нового правительства кабинет Филипа должен был исполнять свои обязанности (Филип является первым заместителем председателя Демократической партии).

## Кризис
В пятницу, 7 июня, Конституционный суд республики постановил, что новые парламентские выборы должны состояться, если не будет создано правительство до трёхмесячного срока, начиная с его утверждения результатов выборов 9 марта. Это вызвало формирование коалиции.
В субботу 8 июня блок ACUM достиг соглашения с Партией социалистов Республики Молдова (ПСРМ). Это соглашение позволило лидеру партии «Действие и солидарность» Майе Санду сформировать правительство, а председателем парламента стала лидер ПСРМ Зинаида Гречаный. Это было на один день позже, чем 90-дневный срок, и на один день раньше до трёхмесячного срока.
Додон отказался вмешиваться, чтобы распустить парламент. 
8 июня сторонники «Демократической партии Молдовы» начали устанавливать палатки в Кишинёве.
Депутат от «Демократической партии Молдовы» Сергей Сырбу подал запрос в Конституционный суд об отстранении Додона за его неспособность распустить парламент. Суд, который, как считалось, находится под влиянием «Демократической партии», в воскресенье, 9 июня, удовлетворил просьбу, отстранив Додона и назначив Павла Филипа исполняющим обязанности президента.
В этом качестве Филип подписал указ о роспуске парламента X созыва и объявил, что досрочные выборы состоятся 6 сентября.
Парламент и новое правительство отказалось выполнять это решение. 
Коалиция и президент Додон назвали решение П. Филипа незаконным и Додон, не признающий решение Конституционного суда об отстранении от своих полномочий, отменил указ Филипа о роспуске парламента.
8 июня Европейский союз опубликовал заявление, призывающее к спокойствию и выражающее готовность работать с демократически избранным правительством, не указав, о каком именно правительстве идёт речь. 
Франция, Германия, Польша, Швеция и Великобритания заявили о своей поддержке нового правительства Санду и призвали к сдержанности.
В тот же день российский вице-премьер Дмитрий Козак назвал действия Демократической партии «откровенно преступными».

### Разрешение кризиса
14 июня 2019, после заседания Национального политического совета, Демократическая партия объявила, что ради избежания политического кризиса приняла решение уйти из власти. Впоследствии правительство Павла Филипа ушло в отставку и передала власть правительству Майи Санду.
15 июня 2019 года Конституционный суд пересмотрел и отменил свои решения, принятые с 7 по 9 июня. Были отменены решения о роспуске парламента, проведении досрочных выборов, признании незаконным назначение председателя парламента Зинаиды Гречаный и формировании правительства Майи Санду, а также об отстранении президента Игоря Додона от своих полномочий и назначении Павла Филипа исполняющим обязанностями президента.